# Chiesa di Santa Maria d'Ongero

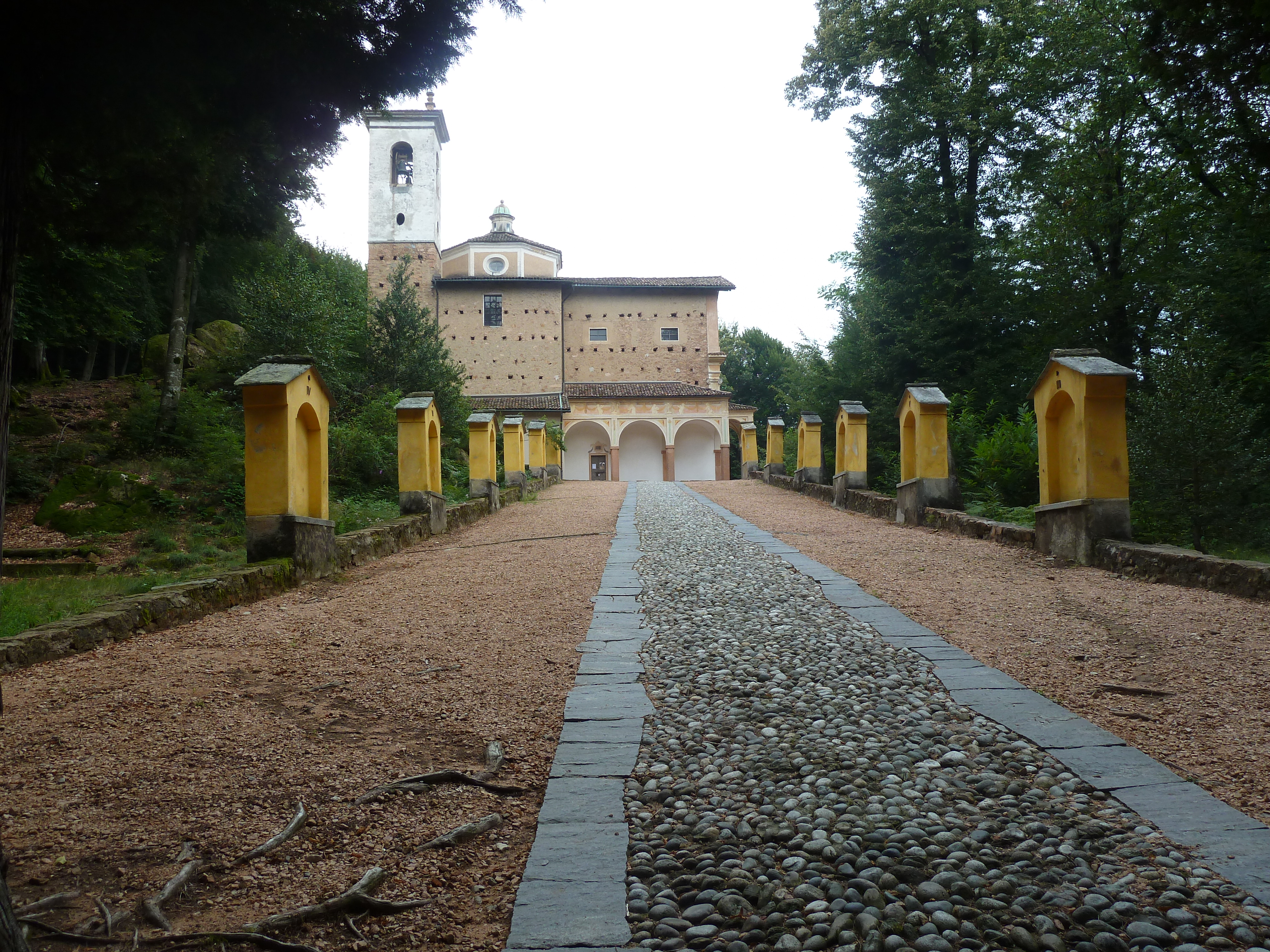
La chiesa e la Via Crucis

La chiesa di Santa Maria d'Ongero o della Madonna d'Ongero è un edificio religioso barocco che si trova a Carona, quartiere di Lugano.

## Storia
L'edificio fu costruito a partire dal 1624 al posto di una cappella costruita nel 1515. Un'immagine della Madonna conservata in quest'ultima cappella era ritenuta miracolosa e il luogo era diventato un luogo di pellegrinaggio. Le opere furono completate prima del 1646.

## Descrizione
I pilastri esterni a sezione quadrata sono realizzati in elementi monoblocco di porfido rosa del Ceresio, una pietra naturale tipica della regione.
All'interno della chiesa, opere in stucco di Alessandro Casella, un affresco mariano del 1515 e una Presentazione di Giuseppe Antonio Petrini.

## Galleria d'immagini

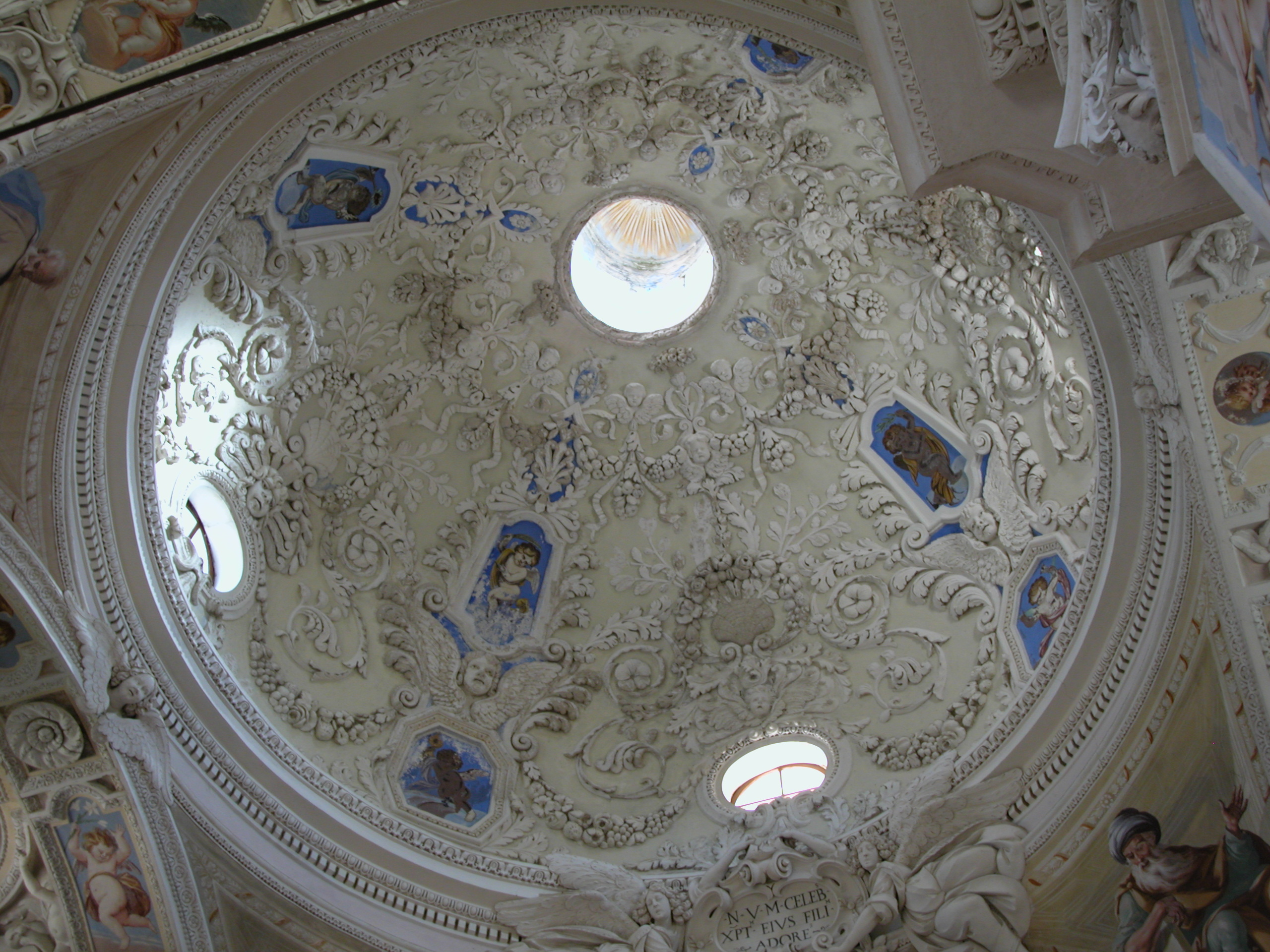
La volta ricca di stucchi
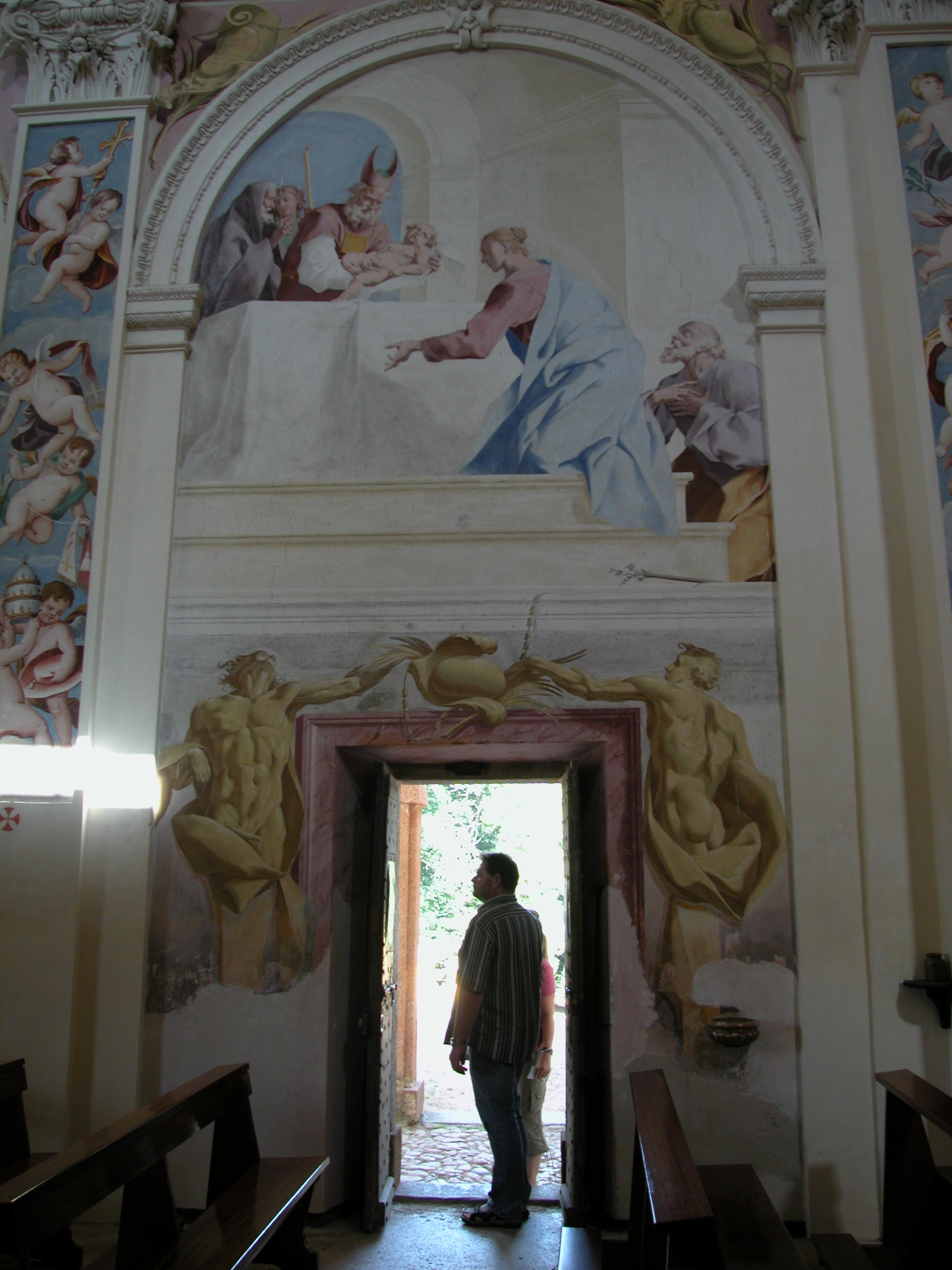
La presentazione al tempio